# 한산중학교 (충남)
한산중학교(韓山中學校)는 대한민국 충청남도 서천군 한산면 성외리에 있는 공립 중학교이다.

## 학교 연혁
- 1952년 3월 14일 : 한산중학교 (6학급) 인가
- 1952년 4월 30일 : 개교
- 1991년 2월 21일 : 학칙변경 (9학급) 인가
- 1999년 8월 23일 : 학칙변경 (6학급) 인가
- 1999년 11월 10일 : 학칙변경 (남녀공학)
- 2000년 3월 1일 : 성실여중 한산중 통폐합
- 2019년 3월 1일 : 혁신학교 재지정
- 2024년 1월 5일 : 제71회 졸업(졸업생 7명, 총 9,453명)
- 2024년 3월 4일 : 2024학년도 입학(신입생 8명)
- 2024년 3월 4일 : 제35대 장대익 교장 부임
- 2025년 3월 1일 : 제36대 정보훈 교장 부임

## 참고 자료
- 한산중학교 - 한국교육학술정보원 학교알리미